# Versoix (stacja kolejowa)
Versoix (fra: Gare de Versoix) – stacja kolejowa w Versoix, w kantonie Genewa, w Szwajcarii. Znajduje się na linii kolejowej Lozanna – Genewa.

## Linie kolejowe
- Lozanna – Genewa

## Połączenia
Przystanek jest obsługiwany przez pociągi regionalne:
- Lancy-Pont-Rouge - Ginebra-Cornavin - Versoix - Coppet

Częstotliwość połączenia wynosi 30 minut w dni powszednie oraz co godzinę w weekendy i święta.